# La Tène (Neuchâtel)
La Tène é uma comuna da Suíça, situada no cantão de Neuchâtel. Tem 5,35 km² de área e sua população em 2018 foi estimada em 5.000 habitantes.